# Koupil
Koupil (en ukrainien : Купіль, prononcé [kupiːl], en russe : Русский, prononcé [kup:el]) est un village de l'oblast de Khmelnytskyï à l'ouest de l'Ukraine.

## Histoire
La communauté juive s'installe dans le shtetl au début du XVIIIe siècle. Fin XIXe siècle, les Juifs représentent 63 % de la population totale. Après la Révolution d'Octobre, ils souffrent de pogroms, le plus grave étant celui du 5 au 10 décembre 1917.
Les allemands occupent la ville le 5 juillet 1941. Dès les premiers jours, ils assassinent 90 juifs de la ville. Les autres sont gardés prisonniers dans un ghetto et contraints aux travaux forcés. Le 21 septembre 1942, environ 600 juifs sont amenés à Volochisk et assassinés lors une exécutions à l'extérieur de la ville. Les juifs qui s'étaient cachés sont exécutés dans le cimetière de la ville. L'Armée rouge libère la ville en mars 1944.
Le professeur d'hébreu William Chomsky est né dans le village en 1896. Il immigre aux USA et devient là-bas le père de Noam Chomsky.
L'écrivain Yiddish Chaim Bejder est né dans le village en 1920.